# IC 2726
IC 2726 је појединачна звијезда у сазвјежђу Лав која се налази на листи објеката дубоког неба у Индекс каталогу.
Деклинација објекта је + 13° 24' 56" а ректасцензија 11h 19m 58,5s.